# Església de Nostra Senyora dels Miracles d'Avinhonet
L'església de Nostra Senyora dels Miracles és una temple d'estil gòtic situada Avinhonet de Lauraguès, al departament francès de l'Alta Garona, a la regió d'Occitània.

## Història
L'església va ser construïda al segle xiv i va ser inscrita com a monument històric el 18 de novembre de 1926. Està construïda al mateix lloc on hi havia l'antiga església romànica, destruïda el 1355 pel Prínceo Negre.
A l'interior s'hi pot veure un quadre de 1631, col·locat al fons de l'església, que evoca la matança d'Avinhonet perpetrada el 28 de maig de 1242 contra els membres de la cort de la inquisició que es trobaven allotjats al castell d'Avignonet, avui desaparegut.

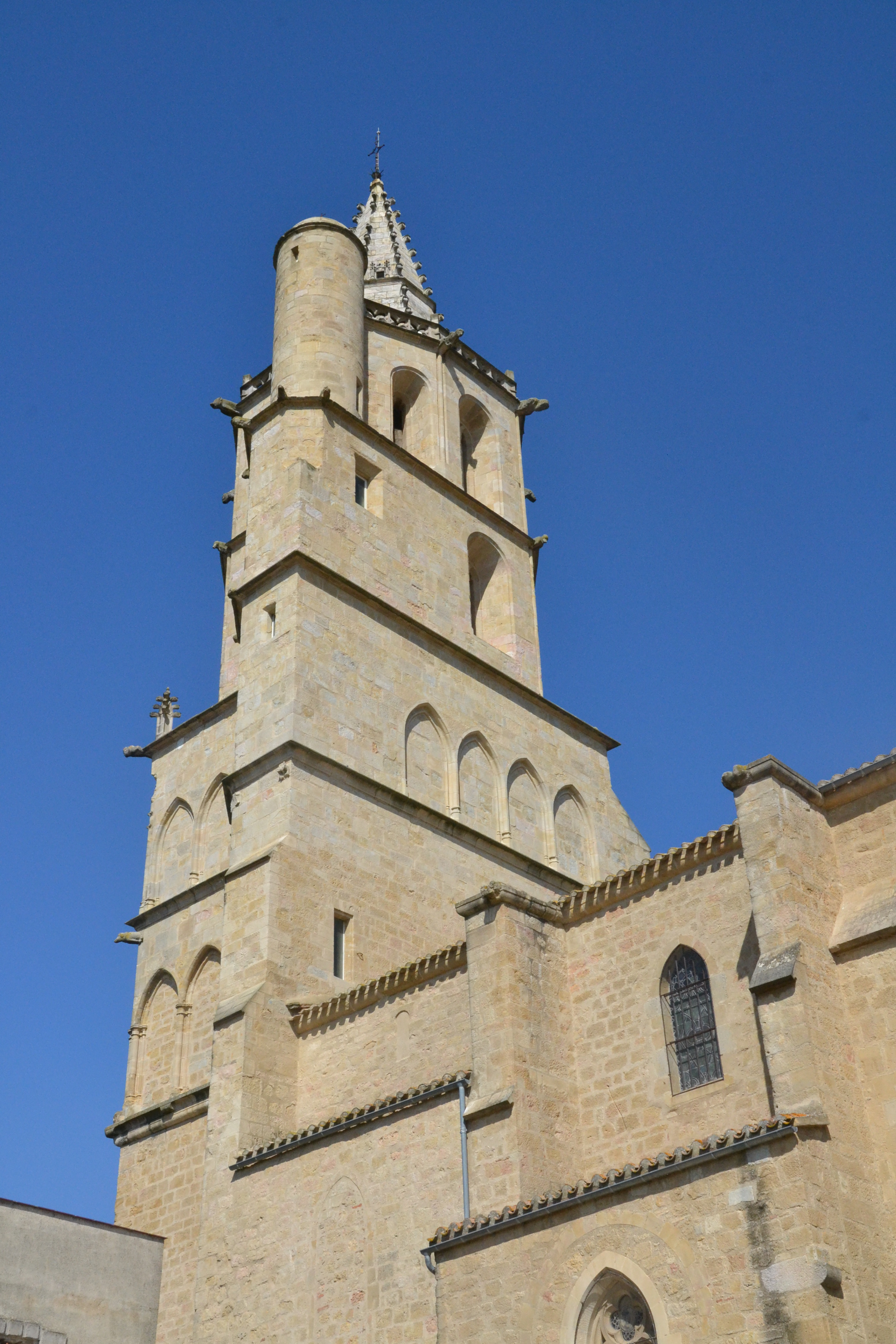
Aspecte posterior del campanar.

## Arquitectura

### Esterior
L'església té un campanar de més de 40 metres d'alçada. És octogonal a partir del tercer pis, ja que està bastit sobre un pla quadrat. Està flanquejat per una elegant torreta d'escales a l'angle sud-oest. El corona una agulla ornamentada amb crochets de 10 metres d'estil gòtic.
Una campana de bronze del campanar que data del segle XVI està catalogada com a monument històric des del 1946.

### Interior
El temple és d'una sola nau amb volta de creueria. Es classifiquen com a monuments històrics els següents elements interiors:
- El quadre dels màrtirs d'Avinhonet rebuts al cel (segle XVII o XVIII).[4]
- Manuscrit de la Butlla Papal de Pau III de 1538.[5]
- L'altar major, (estil regència) el tabernacle, el retaule i el baldaquí (segle xviii).[6]
- El sagrari i retaule de la Mare de Déu del Rosari (segle XVII o XVIII).[7]